# Station Universidad P. Comillas
Station Universidad Pontificia Comillas is een station van de Cercanías Madrid aan lijn C-4.
Het station ligt in zone B1 en is gelegen in de Madrileense wijk El Pardo.